# 달성습지 하중도
달성습지 하중도는 대구 달서구와 경상북도 고령군 다산면과, 달성군 화원읍 구라리, 성산리에 걸친 섬으로 달성습지의 일부이다. 금호강과 낙동강이 만나는 곳에 위치한다.